# Bilet Edmondsona

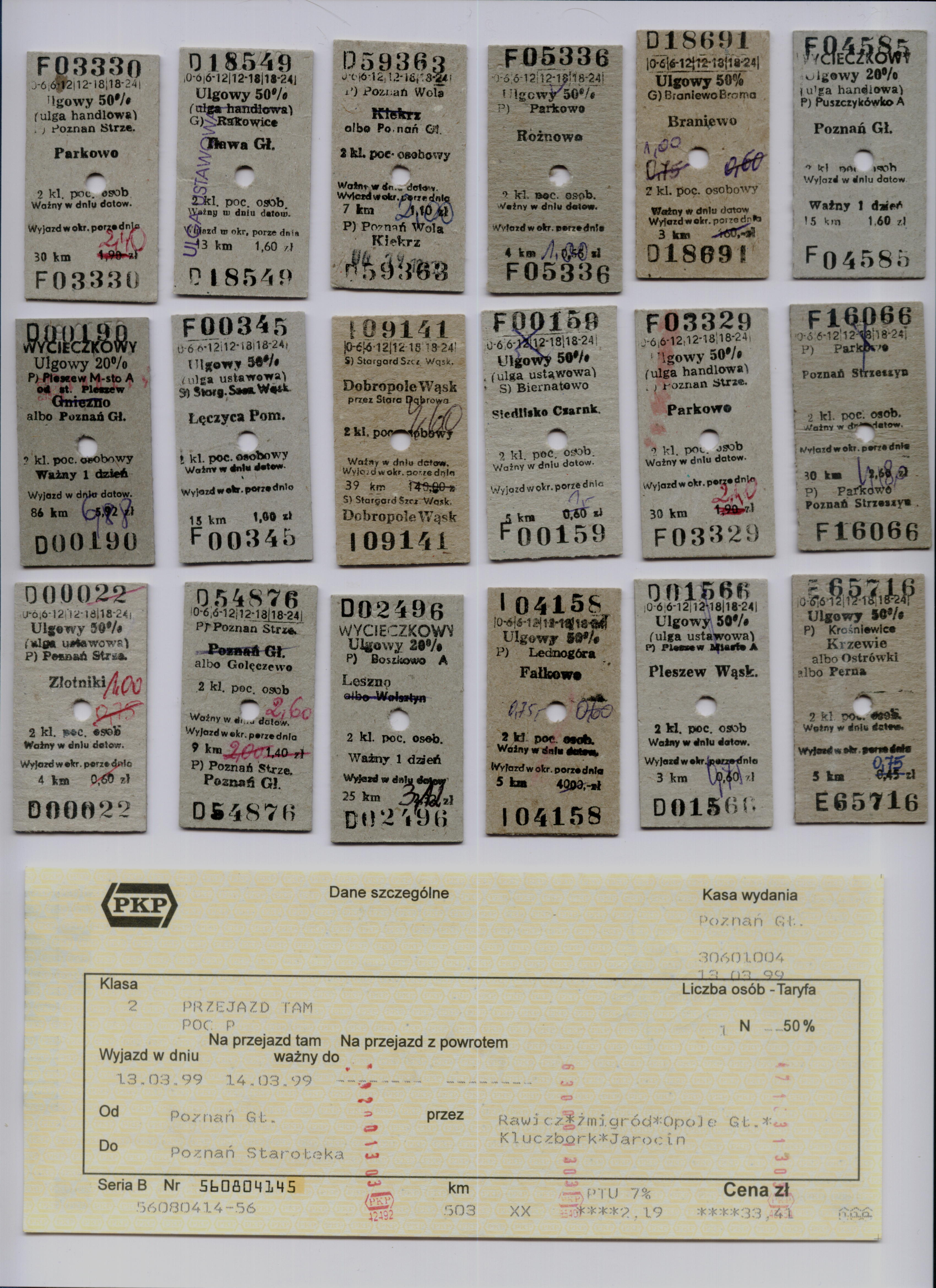
Bilety kartonikowe (Edmondsona) PKP

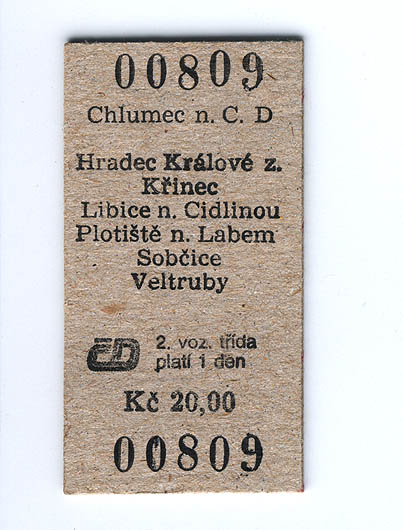
Bilet Edmondsona Kolei Czeskich

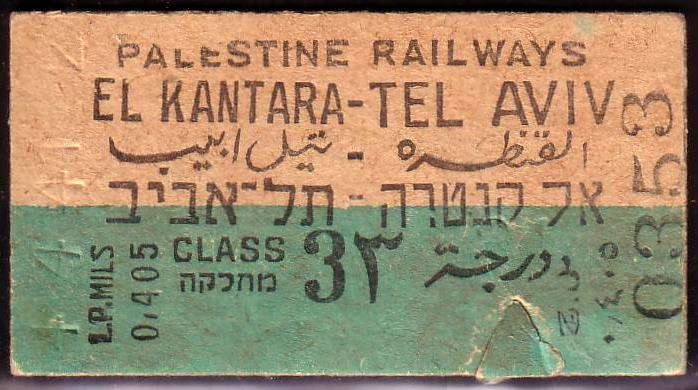
Bilet Kantara – Tel Aviv

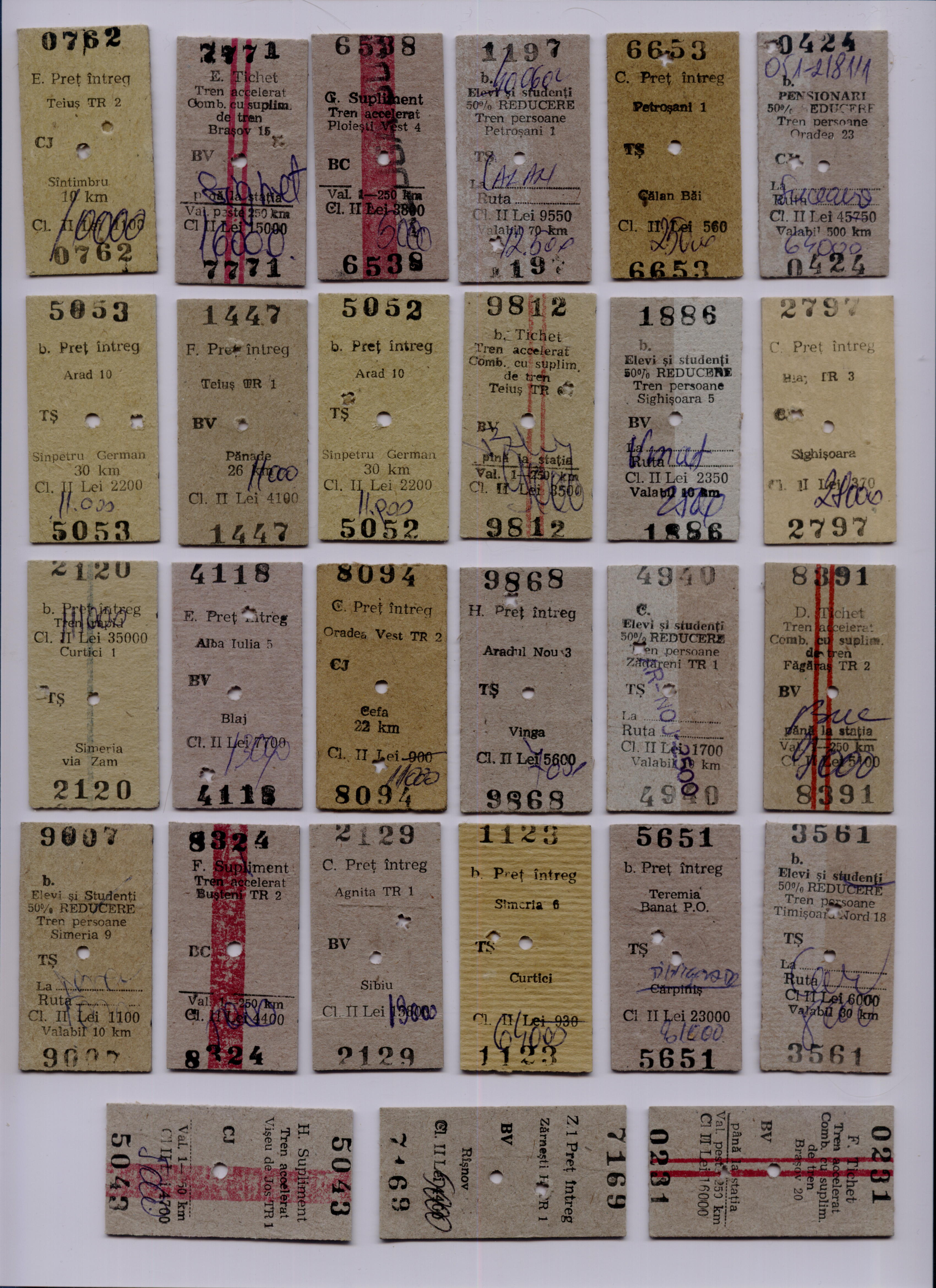
Kolekcja biletów kolei rumuńskich

Bilet Edmondsona (popularnie nazywany biletem kartonikowym) – prostokątny kartonik wielkości około 30 × 50–60 mm, zadrukowany i opatrzony numerem, często z otworem w środku, będący dowodem uiszczenia opłaty na przejazd. Od momentu wynalezienia i wprowadzenia w 1839 roku przez blisko 150 lat był podstawowym typem biletu wykorzystywanego przez wiele zarządów kolei na całym świecie.
Na awersie biletu znajdowały się zwykle:
- numer biletu (nadawany już w drukarni)
- nazwa stacji wydającej bilet
- określenie relacji (stacja docelowa), opcjonalnie umieszczano kilka nazw stacji znajdujących się w tej samej odległości taryfowej
- typ relacji („tam”, „z powrotem”, „tam i z powrotem”)
- cena biletu
- klasa wagonu i rodzaj pociągu
- odległość do stacji docelowej (odległość taryfowa)
- rodzaj taryfy (normalna, ulgowa, specjalna – np. bilet wycieczkowy)
- oznaczenie godzin ważności biletu

Natomiast na rewersie biletu najczęściej znajdowały się:
- informacja o przepisach, na podstawie których odbywa się podróż
- informacje o ograniczeniach ważności biletu
- dodatkowe nazwy stacji kolejowych znajdujące się w tej samej odległości taryfowej

Bilety były drukowane na kartonikach, których kolory przekazywały dodatkowe informacje – przykładowo bilety wydawane przez PKP w latach międzywojennych były drukowane na kartonikach koloru:
- żółtego – I klasy
- zielonego – II klasy
- brunatnego – III klasy
- szarego – IV klasy

Natomiast pionowa czerwona kreska oznaczała bilet na pociąg pospieszny. Przyjęty był również zwyczaj przecinania na pół biletu wydawanego według taryfy ulgowej.
Po wojnie bilety drukowano na szarym kartonie w różnych odcieniach, choć zdarzały się też zielone, różowe, białe. W pewnym okresie bilety „tam i na powrót” były białe z szaro-fioletowymi dwoma pionowymi pasami na brzegach awersu.
W tej samej formie były wydawane bilety dodatkowe – np. miejscówki, dopłaty (do wyższej klasy pociągu czy wagonu), bilety na przewóz bagażu i bilety peronowe.
Sprzedawane przez kasjera biletowego bilety najczęściej były drukowane w drukarni i przechowane w określonym porządku w ternionie znajdującym się w kasie, a przed wydaniem umieszczano na bilecie datę wydania – przy pomocy kompostera, stempla (datownika) lub odręcznie. Zaznaczono także, zazwyczaj długopisem, właściwą stację docelową (gdy było kilka), a na biletach na krótkie dystanse wpisywano godzinę wyjazdu lub zakreślano odpowiednie pole strefy czasowej. Regułą było ręczne wpisywaniu numeru miejsca na miejscówce.
Stosowano też inne rozwiązania:
- na największych stacjach – drukowanie biletu z matrycy znajdującej się w kasie
- drukowanie biletu w samoobsługowym urządzeniu sprzedającym (tzw. automat biletowy)

W przypadku gdy w kasie nie było biletu dla żądanej relacji, kasjer wypisywał bilet blankietowy.
Bilety kartonikowe oraz wyposażenie zostały wycofane przez większość zarządów kolei w latach 80./90. XX wieku i zastąpione wydrukiem w drukarkach. Bilety Edmondsona można spotkać w XXI wieku m.in. na szwajcarskiej Kolei Retyckiej. Jedną z ostatnich stacji PKP, na której wydawano bilety kartonikowe, była Lipowa Tucholska (linia Maksymilianowo – Gdynia), gdzie można je było kupić do sierpnia 2002. W Polsce bilety Edmondsona, zgodne z historycznym wzorem, można spotkać jedynie na muzealnej Kolei Wąskotorowej Rogów – Rawa – Biała, gdzie są obowiązującym typem biletu na przejazd pociągami rozkładowymi. Bilety Edmondsona są także wydawane okazjonalnie podczas imprez kolejowych organizowanych przez miłośników kolei.

## Historia
Nazwa wywodzi się od wynalazcy – angielskiego urzędnika kolejowego Thomasa Edmondsona (1792–1851). W 1836 roku Edmondson zatrudnił się jako zawiadowca stacji w Milton (obecnie Brampton) na kolei Newcastle – Carlisle. Ponieważ podlegali mu m.in. kasjerzy biletowi, szybko zauważył, że sposób wystawiania biletów – wypisywanych ręcznie jest męczący, nieefektywny, podatny na błędy i oszustwa oraz trudno jest kontrolować wpływy z kasy.
Istotą pomysłu Edmondsona było używanie wydrukowanych wcześniej biletów kartonikowych opatrzonych numerem seryjnym. Numery te umożliwiały łatwą kontrolę na koniec dnia liczby sprzedanych biletów i rozliczenie utargu kasjera.
Ponieważ kolej Newcastle – Carlisle sceptycznie podeszła do inicjatyw Edmondsona, wynalazca przekonał do swojej koncepcji zarząd linii Manchester – Leeds, który zatrudnił go na stanowisku głównego księgowego. W 1839 roku system biletów Edmondsona został wdrożony we wszystkich kasach na całej linii. Ponieważ wielu kontrolerów było analfabetami, Edmondson wprowadził drukowanie różnych wzorów na kartonikach. Dwa lata po wprowadzeniu swojego systemu Edmondson wypowiedział pracę na kolejach i otworzył w Machesterze własną firmę, pod marką syna – John B. Edmondson, drukującą bilety i dodatkowe wyposażenie do ich sprzedaży.